# 奧特加鱂脂鯉
奧特加鱂脂鯉，為輻鰭魚綱脂鯉目脂鯉亞目鱂脂鯉科的其一種，分布於南美洲哥倫比亞的淡水流域，體長可達10.4公分，棲息底中層水域，生活習性不明。